# Патрісія Веласкес
Патрісія Карола Веласкес Семпрун (ісп. Patricia Carola Velásquez Semprún, нар. 31 січня 1971) — венесуельська актриса і фотомодель. Відома своїми ролями Анк-Су-Намун і Ніколь Вілліс у фільмах Мумія та Мумія повертається, Мисливці за розумом.

## Біографія

### Ранні роки
Народилася в Маракайбо, Венесуела, Веласкес була п'ятою з шести дітей, дочкою венесуельських батьків. Її батько — метис, матір — член корінного народу вайу. Батьки були вчителями, також її батько працював в ЮНЕСКО, в результаті Патрісія провела частину свого дитинства в Мексиці та Франції. Вона вчилася у середній школі міста Сан-Вісенте-де-Поль, яку закінчила у 1987 р. У 1989 р. вона брала участь у конкурсі Міс Венесуела, де посіла 2-е місце (2-й фіналіст). Після 3 років занять у коледжі Веласкес поїхала до Мілана, Італія, в гонитві за кар'єрою моделі.

### Кар'єра
У 1997 р. Веласкес вивчала акторську майстерність в Лос-Анджелесі та Нью-Йорку. У 1998 р. вона брала участь у показі мод таких відомих дизайнерів, як Антоніо Берарді, Белла Фрейд, Корінн Кобсон, Клод Монтана і Dolce & Gabbana. Що стосується друкованої реклами, Веласкес з'явилася в рекламі Chanel Allure, Аромат Роберта Веріно тощо.
На початку модельної кар'єри вона з'явилася в декількох випусках Sports Illustrated Swimsuit Issue. Це призвело до великого числа подальших зобов'язань моделювання, які в кінцевому результаті привели її до 45 місця у списку «Найгарячіших жінок 2001 року» журналу Maxim і № 16 у матеріалі журналу «102 найсексуальніших жінок у світі», опитування 2002 р.
Веласкес зіграли Анк-Су-Намун у фільм 1999 р. Мумія і його продовженні 2001 р. Мумія повертається.
Веласкес грала роль Бегони у кількох епізодів т/с Секс в іншому місті під час 5-го сезону (2008). У неї була епізодична роль в телесеріалі Уповільнений розвиток, зіграла Марту Естреллу. У т/с CSI: Маямі, в епізоді «З могили», вона з'явилася в ролі запрошеної зірки, зігравши Селію Гонсалес.

## Приватне життя
Патрісія Веласкес відкрита лесбійка.
У 2002 р. Веласкес заснувала Фонд Вайу Тая — некомерційну організацію, що займається наданням допомоги народу Вайу — венесуельській групі корінного населення. У 2010 р., після руйнівного землетрусу на Гаїті, створила комісію, щоб зібрати гроші для постраждалих. Вільно говорить англійською, французькою, італійською та іспанською мовами.

### Цікаві факти
Патрісію можна побачити в кліпі на пісню «Breaking the Girl» групи Red Hot Chili Peppers.
Також брала участь у серіалі «CSI: Miami» в 1-му епізоді.

## Фільмографія
- Ягуар (1996) — Майя
- Виверження (1997) — Луїза Соареш
- Беовульф (1999) — Пендра
- Місць немає (1999) — Рамона
- Мумія (1999) — Анк-Су-Намун
- Фасад (2000) — Хуаніта
- Сан-Бернардо (2000) — Клаудія
- Обернись (2000) — камео
- Безумно вірна дружина/Committed/(2000)—Кармен
- Мумія повертається (2001) — Міла Наіс / Анк-Су-Намун
- Фідель (2002, міні-серіал), а Мірта
- Мисливці за розумом (2004) — Ніколь Вілліс
- Уповільнений розвиток — Марта Естрелла
- Дванадцять днів Різдва Іві (2004)— Ізабель Фріас
- Секс в іншому місті(2008) / The L Word — Бегонья (телесеріал)
- Оперативник: Червоний світанок (2010)
- Всемогутній Тор (2011) / Almighty Thor / — Ярнсакса
- Ліс у вересні (2014) — Ліс
- Прокляття Ла Йорони (2019) — Патриція Альварес